# Wang Yihan
Wang Yihan (kinesiska: 王 仪涵), född den 18 januari 1988 i Shanghai, Kina, är en kinesisk badmintonspelare. Vid singelbadmintonturneringen under OS 2012 i London deltog hon för Kina och tog silver.